# Norma Wilson
Norma Wilson (później Morgan i Marsh, ur. 11 grudnia 1909 w Gisborne, zm. 10 lipca 2000 w Hastings) – nowozelandzka lekkoatletka, sprinterka.

## kariera
Podczas igrzysk olimpijskich w Amsterdamie odpadła w półfinałowym biegu na 100 metrów. W eliminacjach ustanowiła rekord Nowej Zelandii na tym dystansie (13,0).
Jej mężem był Ted Morgan – mistrz olimpijski w boksie.

## Rekordy życiowe
- Bieg na 100 jardów – 11,0 (1930)